# Slag bij Wilsele
De slag bij Wilsele was een militair treffen tussen Brabantse opstandige boeren en de Franse bezetter op 27 oktober 1798.
Op 26 oktober 1798 braken de eerste rellen uit rond de stad Leuven. De Fransen werden verrast door de overmacht van de rebellerende bevolking en trokken zich terug binnen de muren van de stad Leuven. Ze vroegen versterking uit het naburige Brussel, wat de aanval van Leuven door de opstandelingen vertraagde. Uiteindelijk planden de rebellen, door de Fransen brigands genoemd, de volgende dag, 27 oktober, een aanval op Leuven.
De in Leuven verschanste Franse troepen faalden in het bezetten van alle toegangspoorten van de stad en de stad werd bestookt langs twee zijden. Te Wilsele, een toenmalige gemeente grenzende aan Leuven en tegenwoordig een deelgemeente van Leuven, kwam het tot een treffen van een groep brigands met sansculotten. De brigands werden in de rug aangevallen door een vliegende colonne van brigadiergeneraal Durutte, komende van Diest. De opstandelingen sloegen uit verwarring en angst op de vlucht, sommigen naar de Antwerpse Kempen, anderen naar Blanden.
De volgende dag, op 28 oktober, poogden de brigands opnieuw de stad Leuven te bestoken. De Boerenkrijgers werden die dag teruggedreven en gaven het beleg van Leuven definitief op.

## Resultaat
De opgave van Leuven betekende een zware nederlaag. Indien Leuven kon veroverd worden samen met Mechelen, Lier, Turnhout en Diest kon men Antwerpen, Brussel en Gent afsnijden van bevoorrading.
Deze slag bij Wilsele was een vernedering voor de opstandelingen.